# Dakota (film)
Dakota è un film del 1945 diretto da Joseph Kane. Il film è conosciuto in italiano anche con il titolo della ridistribuzione cinematografica del 1962 Il cavaliere audace e Il cavaliere solitario.
È un film western con John Wayne.

## Trama
Durante il periodo successivo alla fine della guerra di Secessione, quando la ferrovia inizia a raggiungere anche i territori dell'ovest, John Devlin e Sandy Poli si sposano di nascosto dal padre di lei, il ricchissimo proprietario di una linea ferroviaria, che non vuole che la figlia sposi un avventuriero senza arte né parte. John vorrebbe andare in California nei luoghi della corsa all'oro, e acquistare e gestire un saloon, mentre Sandy, avendo saputo che suo padre vuole costruire una linea ferroviaria a Fargo (Dakota del Nord), decide di recarvisi per comprare il terreno dagli agricoltori e poi rivenderlo alla società ferroviaria. Convinto di andare in California, sul treno John viene avvertito dal controllore che i biglietti di cui è in possesso, acquistati dalla moglie, lo condurranno invece a Fargo.
Il viaggio sarà avventuroso e ricco di movimentati colpi di scena, con gli uomini del padre di Sandy che tentano più volte di bloccare la coppia. Durante il tragitto in treno da Chicago a Saint Paul, John subisce l'ennesima aggressione da parte degli scagnozzi di Poli e viene aiutato da un altro passeggero, Jim Bender, e dal suo braccio destro Collins. John ignora però che Bender è un losco avventuriero che da anni con la violenza e l'inganno si arricchisce a spese degli abitanti di Fargo. Durante il successivo tragitto in diligenza per raggiungere il Red River del Nord, Bender intuisce dalla conversazione con John che la coppia è diretta a Fargo per acquistare i terreni dagli agricoltori, gli stessi terreni di cui Bender medesimo intende impossessarsi con l'inganno per poi rivenderli alla società ferroviaria. Quando John e Sandy raggiungono il Red River e salgono sul battello, vengono derubati del denaro da parte di complici di Bender, poi il battello si incaglia su un banco di sabbia.
Dopo aver salvato Bounce, il capitano del battello, i due raggiungono a piedi il paese di Fargo, dove sono vittime di aggressioni e sparatorie da parte del malvagio Bender e dei suoi accoliti. Con l'astuzia, John fa firmare un contratto a Bender con il quale tutte le terre prese agli agricoltori passeranno nelle mani di John, che intende restituirle agli agricoltori, ai quali nel frattempo il malvagio ha fatto bruciare le case e i raccolti. Sotto la guida di John, gli agricoltori hanno nel frattempo imbracciato le armi e si sono ribellati ai soprusi della banda di Bender, salvando John dalle grinfie degli uomini di Collins che intendevano ucciderlo. Collins uccide Bender, colto mentre voleva scappare da solo con tutti i soldi, e successivamente, dopo un duro scontro, John riesce a sua volta a mettere fuori combattimento Collins e a recuperare il denaro, che affida a Sandy.
Mentre la pace e la tranquillità vengono finalmente restituite al piccolo paese, John si prepara a spostarsi in California per soddisfare la sua iniziale ambizione di aprire un saloon. Ma ancora una volta Sandy, di testa propria e all'insaputa del marito, ha utilizzato i soldi per acquistare il battello "La bella del nord ovest" e l'ha affidato al vecchio capitano Bounce e al suo vice Nicodemo. Per amore, John deve piegarsi alla caparbietà della moglie.

## Produzione
Il film, diretto da Joseph Kane su un adattamento e una sceneggiatura di Lawrence Hazard e Howard Estabrook con il soggetto di Carl Foreman, fu prodotto dallo stesso Kane per la Republic Pictures e girato nella San Joaquin Valley, presso Mammoth Lakes, nell'Iverson Ranch e nel CBS Studio Center a Los Angeles e nel Vasquez Rocks Natural Area Park ad Agua Dulce, in California.

## Distribuzione
Il film fu distribuito con il titolo Dakota negli Stati Uniti dal 25 dicembre 1945 (première a Los Angeles il 1º dicembre 1945) al cinema dalla Republic Pictures.
Alcune delle uscite internazionali sono state:
- nel Regno Unito l'8 aprile 1946
- in Svezia il 27 ottobre 1947 (Dakota)
- in Italia (Dakota 1948; Il cavaliere audace 1962)
- in Finlandia il 27 agosto 1948 (Dakota)
- in Portogallo il 23 maggio 1949 (Oeste em Chamas)
- in Germania Ovest il 15 dicembre 1950 (Blut am Fargo River e Cowboy-Liebe)
- in Danimarca il 14 maggio 1951 (Dakota)
- in Austria (Dakota e Brennende Prärie)
- in Grecia (Dakota e Ta pistolia pou skorpizan ton thanato)
- in Belgio (De vrouw van de pionier e La femme du pionnier)
- in Spagna (Incidente en Dakota)
- in Francia (La femme du pionnier)

## Promozione
Le tagline sono:
- "MIGHTY ADVENTURE...ROMANCE...EXCITEMENT...of America's Last Frontier starring JOHN WAYNE - The Screen's Greatest Adventure Star! featuring VERA RALSTON - The Screen's Most Beautiful Woman!".
- "HERE'S raw adventure and dramatic romance! It's an exciting screen thrill!".
- "It's Great in ADVENTURE...in ROMANCE...in FAST ACTION!".
- "ROMANCE AND EXCITEMENT! Fighting Bravely...Living Recklessly...Loving Tempestuously...here's the story of the men and women who stormed across the country to carve an empire out of the wilderness!".